# Cedivečka zápřední
Cedivečka zápřední (Brigittea civica, dříve Dictyna civica), je pavouk z čeledi cedivečkovitých (Dictynidae). Jedná se o druh v Česku nepůvodní. Prvně byla popsána v roce 1850 Hippolytem Lucasem pod jménem Theridion civicum.

## Popis
Cedivečka zápřední je drobný pavouk, délka těla 2,3 až 3,5 mm. Hlavohruď je černohnědá se středním pruhem světlých chloupků, zadeček je šedohnědý s tmavou kresbou. Nohy jsou rezavohnědé s nevýraznými tmavými prstenci. Kribelátní pavouk, kribelum není podélně rozdělené.

## Rozšíření
Cedivečka zápřední je Středomořský druh, dnes rozšířený i do střední Evropy, severní Afriky, Turecka a také do Severní Ameriky. Původně obýval skalní stěny na jihu Evropy a rozšiřoval se i do měst. V Česku žije pouze synantropně na osvětlených fasádách městských domů v teplejších oblastech.

## Biologie
Staví drobné sítě opatřené kribelovým vlášením na svislých plochách – na skalách, dnes převážně na fasádách městských domů. Kribelové vlášení je specifický druh vláken, produkovaný snovacím políčkem, zvaným kribelum, u snovacích bradavek. Jedná se o velmi jemná vlákna vyčesávaná hřebínkem (kalamistrem) na metatarzu 4. páru nohou. Tato vlákna významně zvyšují přilnavost pavoučí sítě.
V síti probíhá i páření a sameček často žije určitou dobu po páření se samičkou.
Dospělci se vyskytují v období od dubna do listopadu.

### Znečišťování fasád městských domů
Synantropně žijící populace cedivečky zápřední obývají především v noci osvětlené a většinou světlé fasády domů. Osvětlené části fasády lákají v noci hmyz, který je pro cedivečky potenciální kořistí. Jejich drobné pavučiny s velice přilnavými vlákny se časem pokryjí prachem a znečišťují fasády domů viditelnými tmavými skvrnami. Mechanické čištění fasád je nákladné a většinou neúčinné – populace cediveček se na tato místa brzy vrátí.
Vědci z university v Turíně studovali rozšíření cedivečky zápřední na budovách v historickém centru Turína v závislosti na faktorech jako je druh osvětlení, vzdálenost světelného zdroje, jeho intenzita, vzdálenost od řeky atd. Podle této studie je noční osvětlení hlavním důvodem osídlení fasád cedivečkou zápřední. Pavouci upřednostňují osvětlení klasickými žárovkami před LED osvětlením.

## Ohrožení a ochrana
Druh není ohrožen.

## Galerie

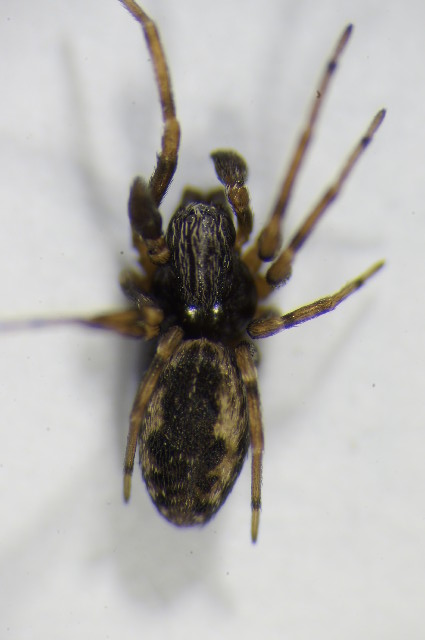
Brigittea civica, samec
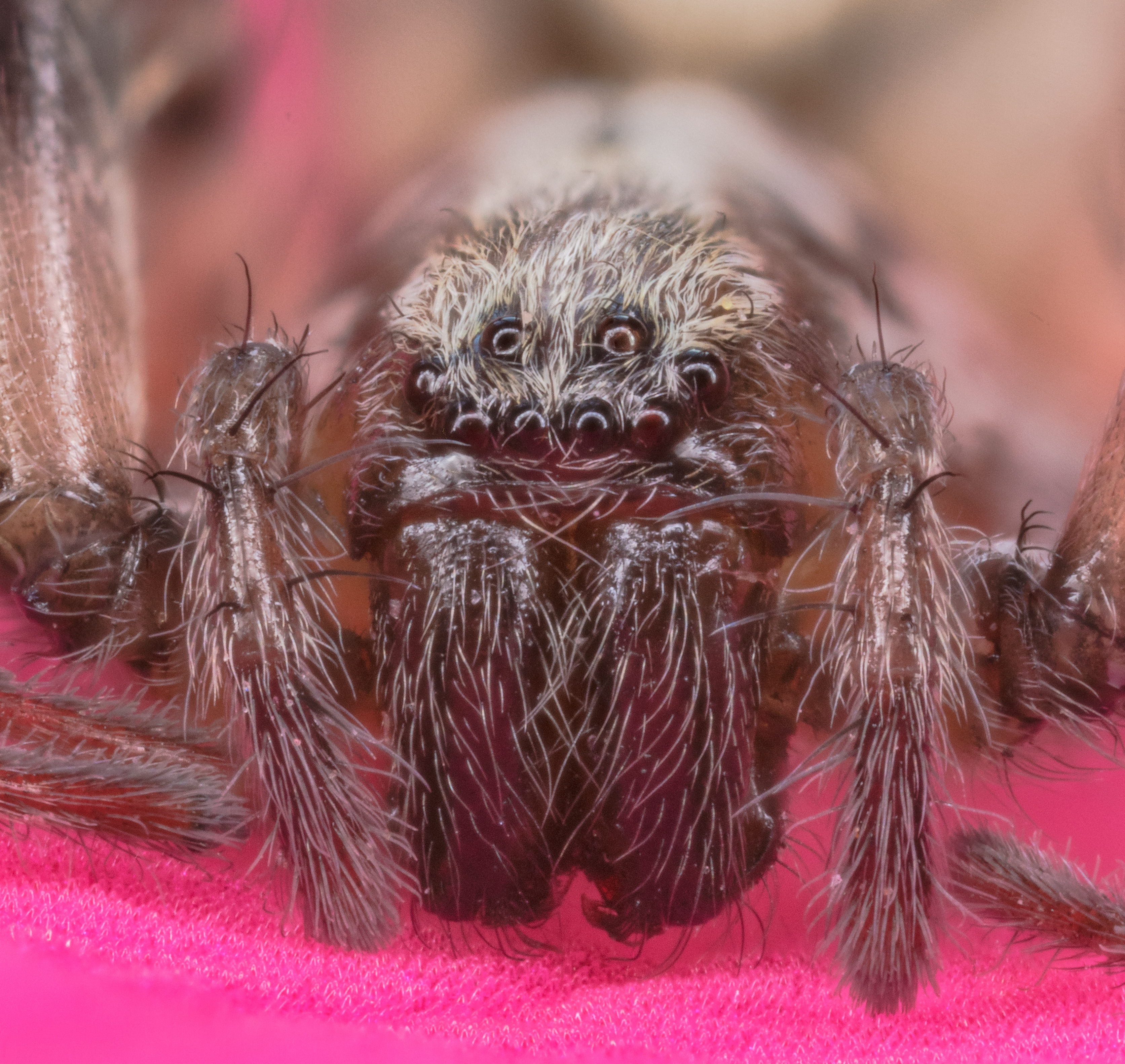
Brigittea civica, samice
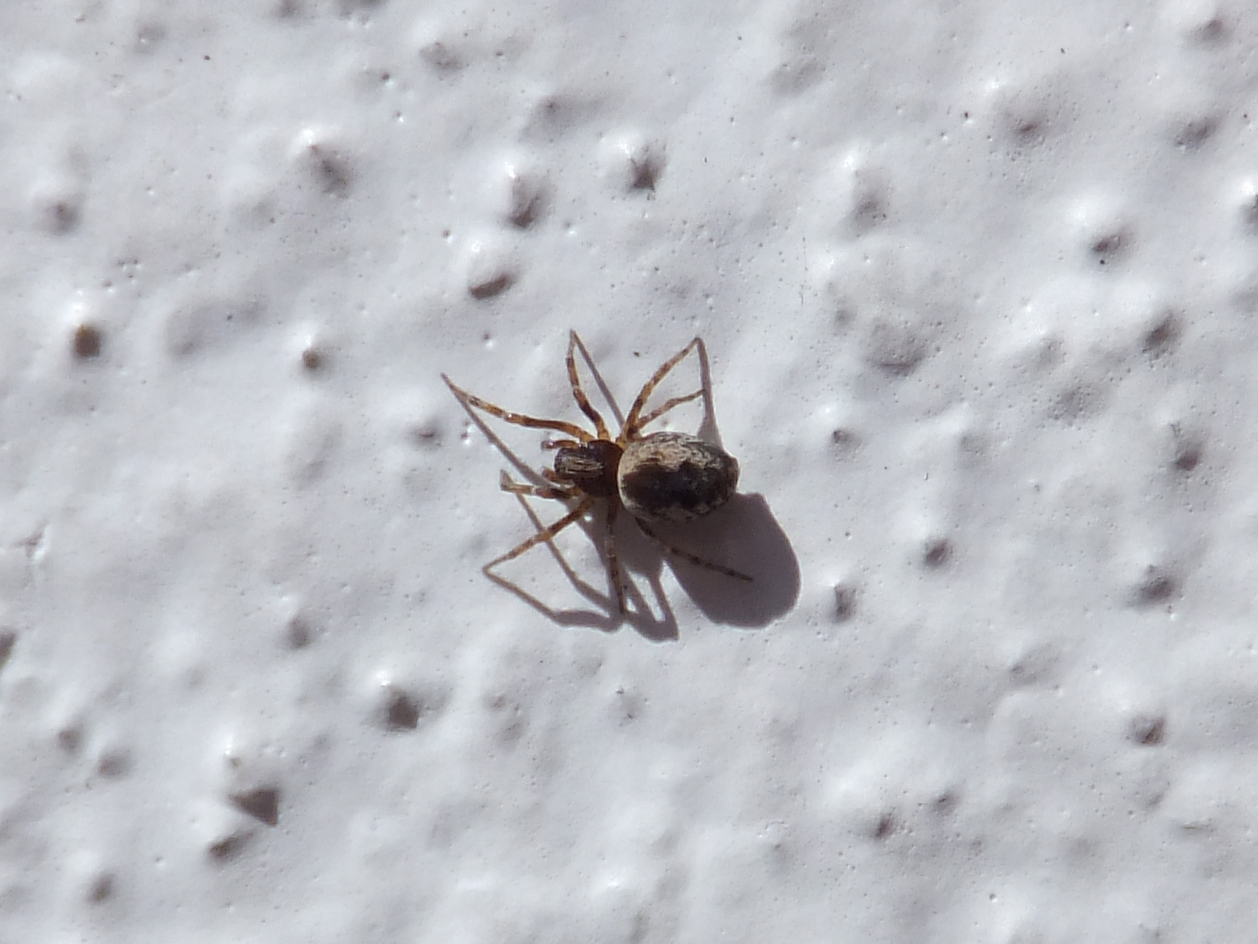
Brigittea civica
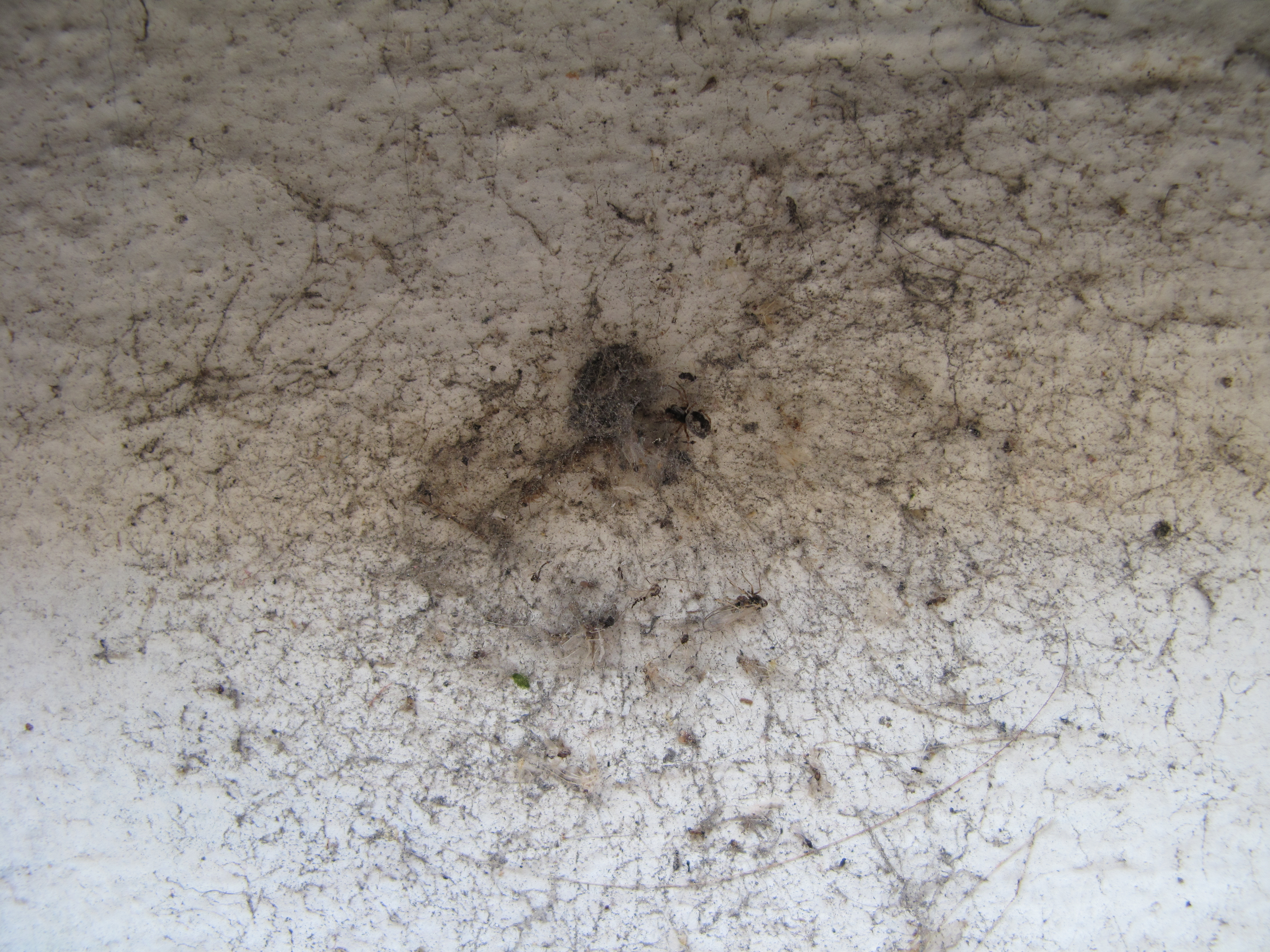
Brigittea civica – pavučina